# Lisa Nemec
Lisa Christina Nemec, née Stublić le 18 mai 1984 à Waterbury (Connecticut), est une athlète croate, spécialiste du fond et du marathon.

## Biographie
Née et élevée aux États-Unis où elle concourt pour l'université Columbia, elle déménage en Croatie, le pays de son père, où elle bat les records nationaux du 3 000 m steeple, 5 000 m, demi-marathon et marathon. Elle est la première Croate à participer à un marathon olympique[réf. nécessaire].
Le 7 avril 2013, elle remporte la victoire au marathon de Zurich en 2 h 25 min 44 s 0, établissant le record féminin du parcours ainsi que le record national.
Le 6 octobre 2015, elle est contrôlée positive lors d'une compétition à Zagreb. En conséquence, elle est suspendue pour cette infraction du 29 octobre suivant jusqu'au 28 octobre 2019, soit pendant 4 ans.